# Јанело (Месина)
Јанело је насеље у Италији у округу Месина, региону Сицилија.
Према процени из 2011. у насељу је живело 188 становника. Насеље се налази на надморској висини од 283 м.